# ゴールは5
ゴールは5は、詰連珠の「四追い案」を元にしたペンシルパズルである。連珠の高段者である坂田吾郎によって考案され、パズル通信ニコリ42号（1993年5,6月号）の誌上で発表された。

## ルール
- 盤面に○と×が最初からいくつか配置されている。
- 盤面に○と×を交互に書き込み、○が5つ並ぶようにする。○を先に書く。
- ○は、「あと1手で○が5つ並ぶようになる場所」にしか置けない。
- ×は、「×が5つ並ぶ場所」か「×を置かないと○が5つ並ぶようになる場所」にしか置けない。
- 「次の1手で必ず○が5つ並ぶ状態」（連珠でいう「四連」か「四々」）になったら完成。
- ○より先に×が5つ並んだら失敗。
- 連珠における禁手は適用されない。○・×共に「長連」は無効である。
- ○と×の書き込みは前後する場合がある。